# Gakushūin

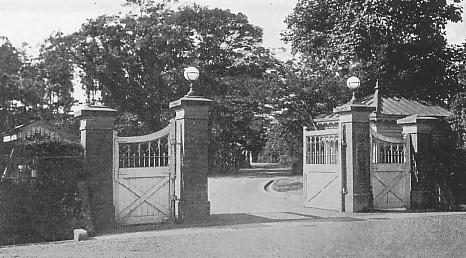
Il Gakushūin nel 1933

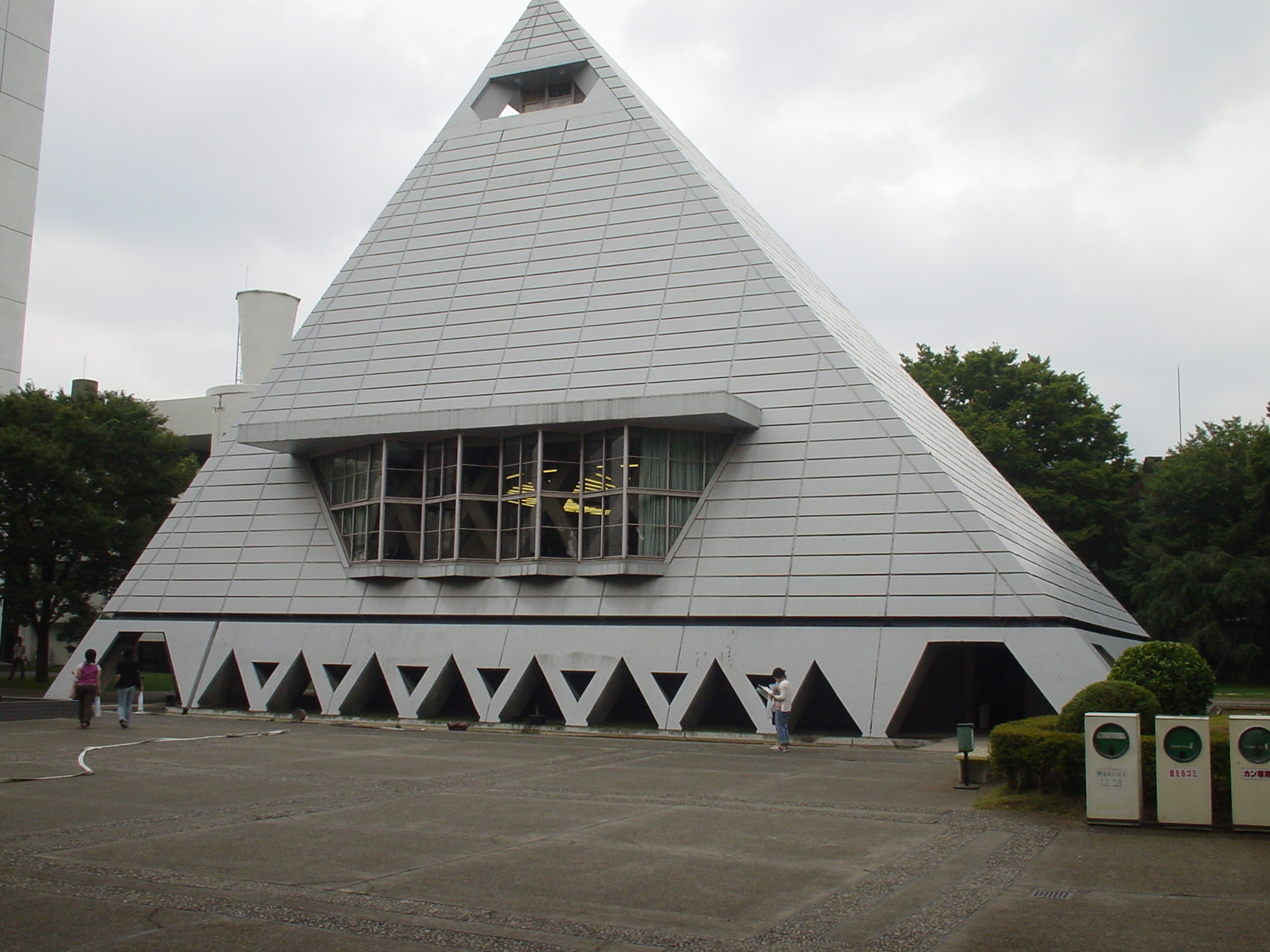
L'aula magna dell'università Gakushūin nel 2005

Il Gakushūin (学習院) è una istituzione culturale giapponese.

## Storia
Fu fondato, per volere dell'imperatore Ninkō, nel 1847 a Kyoto come centro di studi per i giovani della corte imperiale e delle famiglie imperiali.
Nel 1877 venne trasferito a Tokyo, nel quartiere Toshima. Nel 1947 il Gakushūin divenne una istituzione privata.
Con questo nome si intendono oggi le diverse scuole aperte nel corso degli anni, che attualmente ricoprono l'intero ciclo di studi dalla scuola materna fino all'università e ai master o ai dottorati di ricerca. A queste si sommano anche le scuole medie e superiori femminili e l'università femminile.